# Monosfalu
Monosfalu (románul: Morăreni) falu Romániában, Maros megyében.

## Története
Marosoroszfalu község része. A trianoni békeszerződésig Maros-Torda vármegye Régeni felső járásához tartozott. A településen halad át a MÁV által épített Szeretfalva–Déda-vasútvonal, amely napjainkban a CFR 400-as fővonala.

## Népessége
2002-ben 436 lakosa volt, ebből 412 román, 22 cigány és 2 magyar nemzetiségű.

## Vallások
A falu lakói közül 428-an ortodox, 3-an református, 4-en pünkösdista hitűek és 1 fő római katolikus.